# 本所防災館
本所防災館（ほんじょぼうさいかん）は、東京都墨田区横川にある防災学習施設。東京消防庁により開設された。入館料は無料。防災シアターを視聴できるほか、地震体験、消火体験、煙体験、応急手当体験、都市型水害体験などの防災体験ができる。

## 情報
- 住所：〒130-0003 東京都墨田区横川4-6-6
- 開館：午前9時〜午後5時
- 休館日：毎週水曜日・第3木曜日・年末年始
- 連絡：東京消防庁本所都民防災教育センター（本所防災館）・TEL：03-3621-0119（開館時間のみ）・FAX：03-3621-0116

## アクセス
- 東日本旅客鉄道（JR東日本）総武快速線・中央・総武緩行線「錦糸町駅」北口、東京メトロ半蔵門線「錦糸町駅」4番出口から徒歩10分
- 東武伊勢崎線（東武スカイツリーライン）・京成押上線・東京メトロ半蔵門線・都営地下鉄浅草線「押上駅」B1、B2出口から徒歩10分
- 都営バス、横川三丁目（都08）から徒歩2分